# Golgi (cráter)
Golgi es un pequeño cráter de impacto lunar situado en el Oceanus Procellarum, a más de 150 kilómetros al norte del cráter Schiaparelli.
|  |

Se trata de una formación circular en forma de copa, con un albedo interior que es mayor que el del material más oscuro del mar lunar que lo rodea. Este cráter fue designado previamente Schiaparelli D antes de ser renombrado por la UAI.